# Błyszcz dwuplamek
Błyszcz dwuplamek (Adomerus biguttatus) – gatunek pluskwiaka z podrzędu różnoskrzydłych i rodziny ziemikowatych. Zamieszkuje krainę palearktyczną.

## Taksonomia
Gatunek ten opisany został po raz pierwszy w 1758 roku przez Karola Linneusza pod nazwą Cimex biguttatus.  Jako miejsce typowe wskazano Szwecję. W 1866 roku Étienne Mulsant i Claudius Rey umieścili go jako jedyny gatunek w nowym podrodzaju Adomerus w obrębie rodzaju Canthophorus. Wyniesienia owego podrodzaju do rangi odrębnego rodzaju dokonał w 1881 roku Victor Antoine Signoret.

## Morfologia
Pluskwiak o owalnym w zarysie, słabo wysklepionym ciele długości od 5,5 do 7 mm. Wierzch ciała jest wyraźnie punktowany. Ubarwienie głowy, przedplecza i tarczki jest błyszczące, czarne lub czarnobrązowe, natomiast półpokrywy mają odcień zwykle bardziej brązowy i niekiedy są bardziej matowe. Krawędzie boczne przedplecza jak i żyłki kostalne na bokach przykrywek mają kolor mlecznożółty, żółtobrązowy lub jasnobrązowy. Ponadto pośrodku każdej przykrywki leży tej samej barwy plama o rzadszym od pozostałej części punktowaniu. Wąskie, jasne obrzeżenie występuje na listewce brzeżnej odwłoka.
Głowa ma oczy złożone słabo wystające, do połowy szerokości w niej zagłębione. Policzki częściowo zakrywają nadustek z boków i mają uniesione ku górze brzegi przednie. Na przedpleczu występuje bruzda poprzeczna, niekiedy pośrodku przerwana.

## Biologia i ekologia

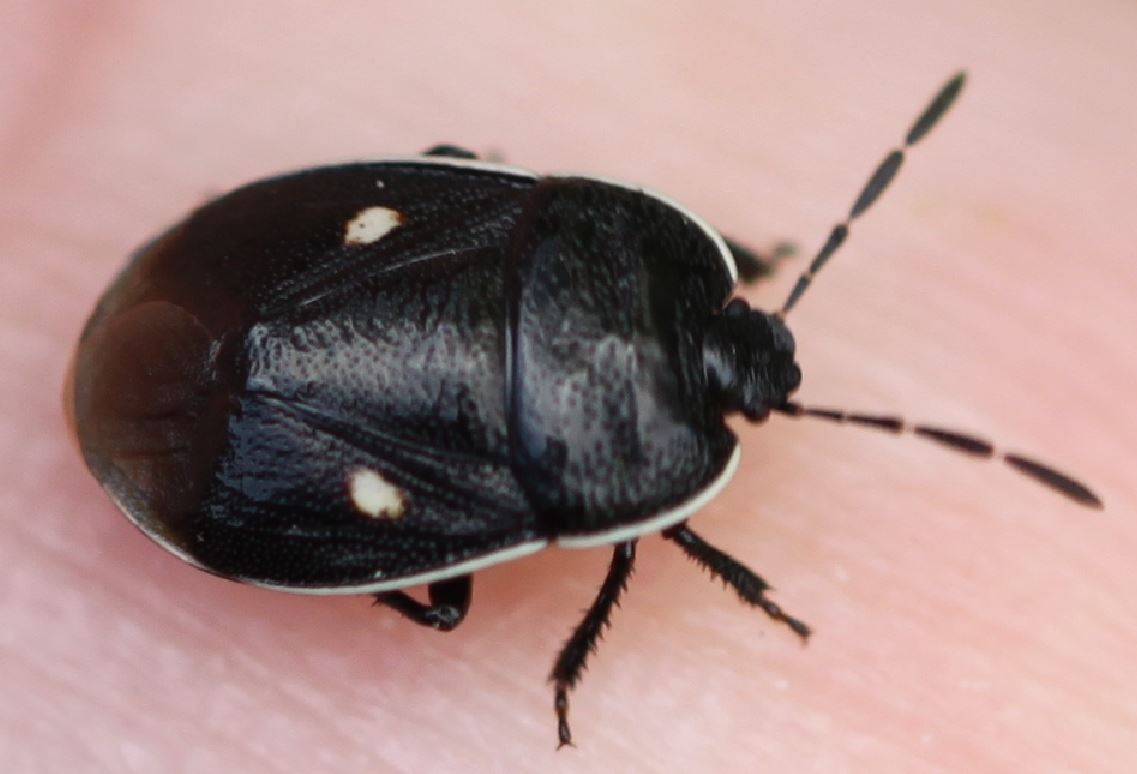
Imago

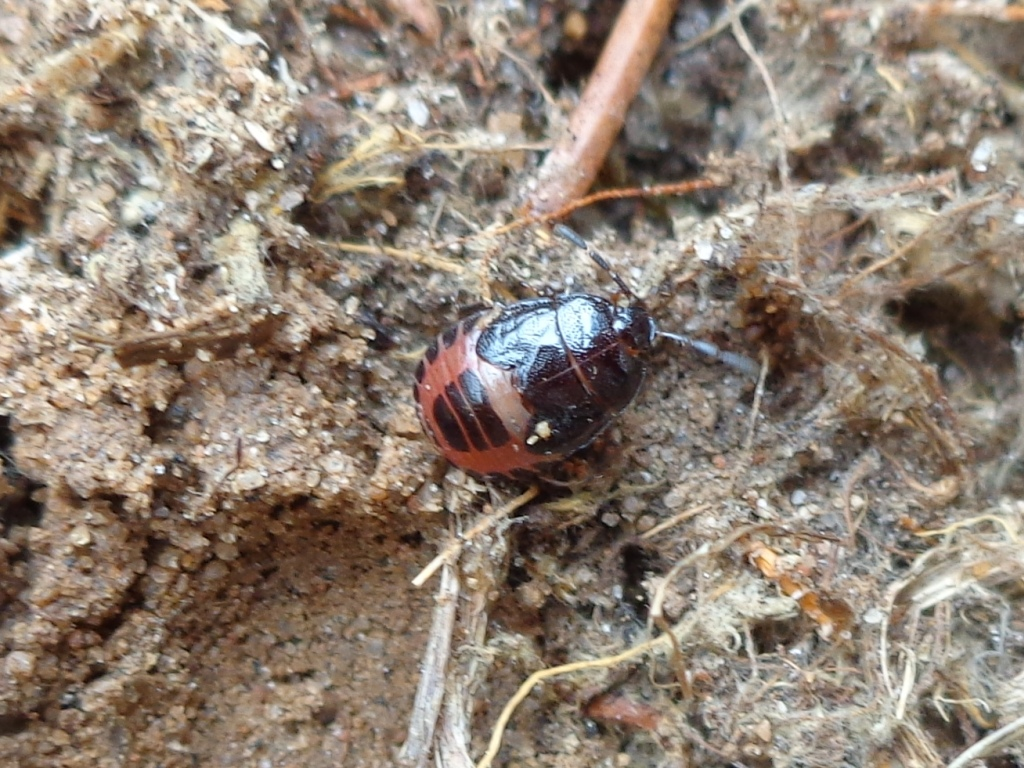
Stadium larwalne

Owad ten zasiedla głównie stanowiska dobrze nasłonecznione, ale bywa także spotykany w miejscach półcienistych. Zamieszkuje pobrzeża lasów, polany leśne, przesieki i murawy kserotermiczne. Występuje od nizin po niższe góry, w Alpach dochodząc jednak do wysokości 2000 m n.p.m.
Zarówno larwy jak i postacie dorosłe są fitofagami ssącymi soki z zielonych części roślin oraz ich nasion. Chętnie żerują na pszeńcach, zwłaszcza pszeńcu gajowym, pszeńcu różowym i pszeńcu zwyczajnym. Rzadziej wybierają szelężniki.
Błyszcze te aktywne są od wiosny do jesieni. Bytują wówczas głównie na powierzchni gleby, najczęściej wśród detrytusu zgromadzonego u podstawy roślin z rodzin jasnotowatych i trędownikowatych. Niekiedy zagrzebują się w glebie, pomiędzy ich korzenie. Ich okres rozrodczy przypada w kwietniu i maju i wówczas można je spotkać na roślinach zielnych i drzewiastych. W miesiącach tych samice składają jaja w złożu liczącym od 30 do 60 sztuk  i pilnie ich strzegą. Larwy obserwuje się od czerwca do września, zaś osobniki dorosłe nowego pokolenia pojawiają się od lipca lub sierpnia. Imagines są stadium zimującym. Zimowanie odbywa się w ściółce, chętnie pod wrzosami lub borówkami, ale też w martwym drewnie i wśród mchów.

## Rozprzestrzenienie
Gatunek palearktyczny. W Europie znany jest z Portugalii, Hiszpanii, Wielkiej Brytanii, Francji, Belgii, Holandii, Luksemburga, Niemiec, Szwajcarii, Liechtensteinu, Austrii, Włoch, Danii, Szwecji, Norwegii, Finlandii, Estonii, Łotwy, Litwy, Polski, Czech, Słowacji, Węgier, Białorusi, Ukrainy, Rumunii, Bułgarii, Słowenii, Chorwacji, Bośni i Hercegowiny, Serbii, Albanii, Grecji oraz europejskiej części Rosji. W Afryce Północnej podawany jest z Algierii. W Azji notowany jest z Syberii, Gruzji, Azerbejdżanu, Kazachstanu i Chin.